# Papyrus 53
Papyrus 53 (nach Gregory-Aland mit Sigel {\displaystyle {\mathfrak {P}}}53 bezeichnet) ist eine frühe griechische Abschrift des Neuen Testaments. Dieses Papyrusmanuskript enthält Fragmente des Matthäusevangeliums (Matt 26,29–40) und der Apostelgeschichte (Apg. 9,33–10,1). Mittels Paläographie wurde es auf das 3. Jahrhundert datiert. Die beiden Fragmente wurden gemeinsam gefunden und waren einst Teil eines Kodex, der die vier Evangelien mit der Apostelgeschichte oder nur Matthäus und die Apostelgeschichte enthielt.

## Text
Der griechische Text des Kodex repräsentiert den Alexandrinischen Texttyp (oder eher einen proto-Alexandrinischen). Aland bezeichnete ihn als „zumindest normalen Text“ und ordnete ihn in Kategorie I ein.
Die Handschrift wird zurzeit in der University of Michigan unter der Inventarnummer 6652 in Ann Arbor aufbewahrt.